# Krasnoarmiejsk (obwód moskiewski)
Krasnoarmiejsk (ros. Красноармейск) – miasto w Rosji, w Obwodzie moskiewskim, nad rzeką Wora (lewe dorzecze Klaźmy), położony 36 km na północny wschód od Moskwy, 26 tysiące mieszkańców (2020).

## Historia
W 1834 roku na terytorium obecnego miasta została założona fabryka papierowo-przędzalna. Od 1928 założone osiedle Krasnoflotski (od 1929 - Krasnoarmiejski). W 1934 rozpoczął pracę Sofinski poligon artyleryjski. W 1947 osiedla fabryki i poligonu łączą się w miasto Krasnoarmiejsk.
Do miejscowych zabytków można zaliczyć XIX-wieczną Nikolską cerkiew wsi Muromcewo, klasztor Woznesenski.

## Sport
- Rossijanka Krasnoarmiejsk - klub piłki nożnej kobiet

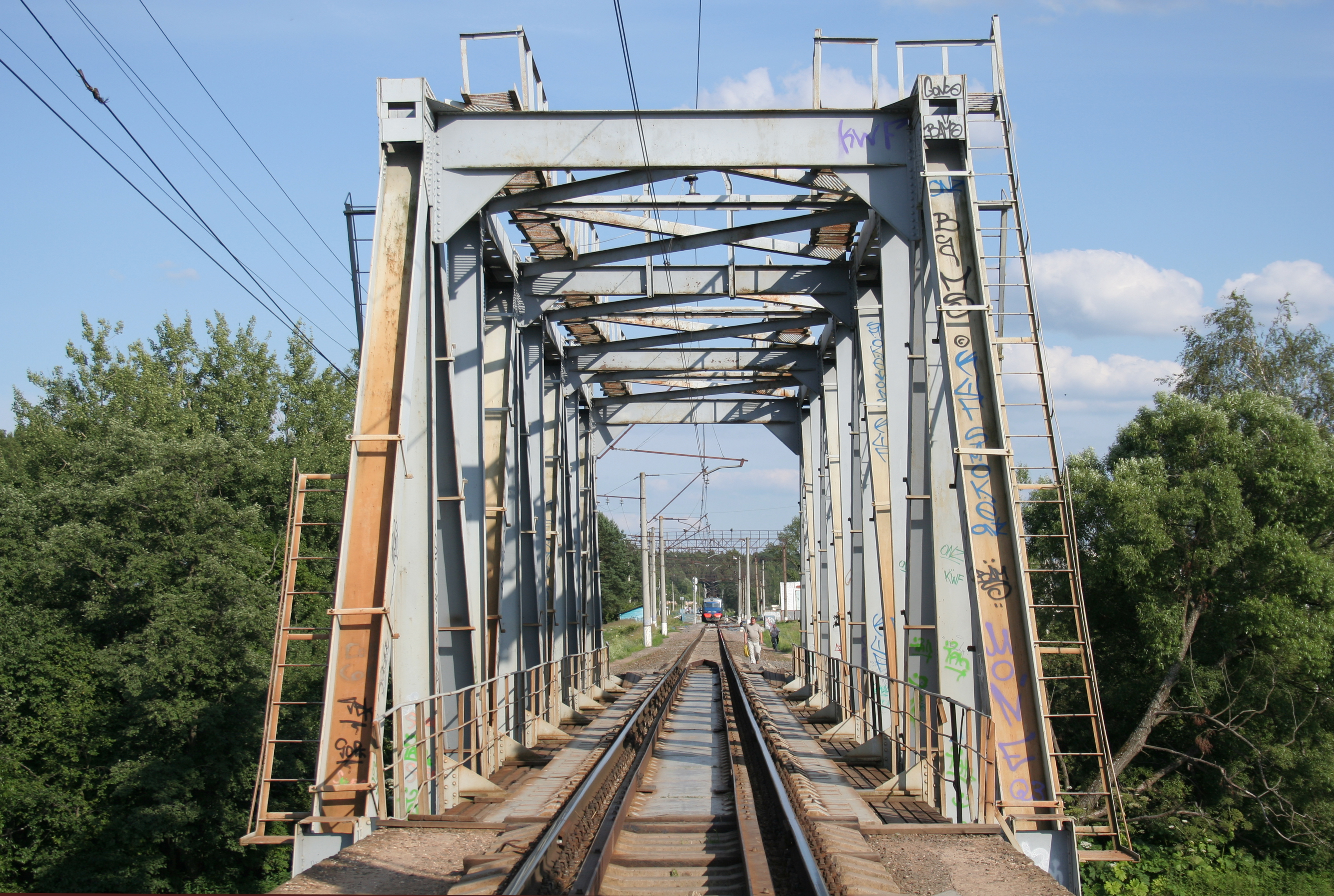
Kolejowy most przez Worę w Krasnoarmiejsku